# Bonvillars
Bonvillars (toponimo francese) è un comune svizzero di 493 abitanti del Canton Vaud, nel distretto del Jura-Nord vaudois.

## Geografia fisica
Bonvillars si affaccia sul lago di Neuchâtel.

## Monumenti e luoghi d'interesse

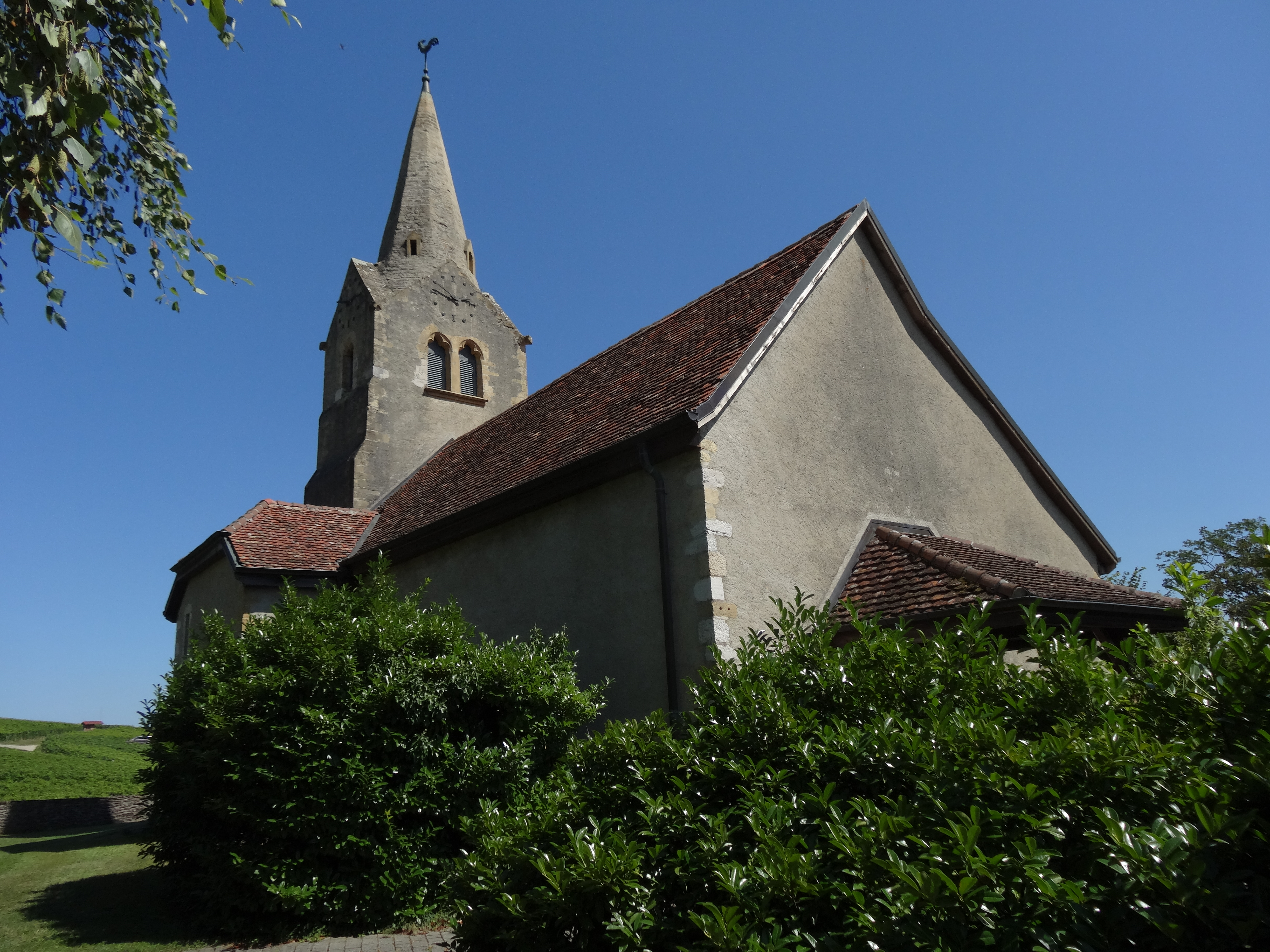
La chiesa di San Nicola

- Chiesa riformata di San Nicola, attestata dal 1294[1].

## Società

### Evoluzione demografica
L'evoluzione demografica è riportata nella seguente tabella:
Abitanti censiti

## Amministrazione
Ogni famiglia originaria del luogo fa parte del cosiddetto comune patriziale e ha la responsabilità della manutenzione di ogni bene ricadente all'interno dei confini del comune.